# Mary Talbot
Mary Talbot, comtesse de Pembroke (1580 - mars 1649) est l'épouse de William Herbert, 3e comte de Pembroke. 

## Biographie
Mary est la fille aînée de Gilbert Talbot, 7e comte de Shrewsbury, et de Mary Cavendish, et est donc la petite-fille de Bess de Hardwick. Elle a deux sœurs : Alethea Talbot, comtesse d'Arundel, et Elizabeth Talbot, comtesse de Kent. Elle grandit auprès de sa cousine Arbella Stuart, potentielle héritière du trône. 
Elle épouse William Herbert le 4 novembre 1604 à Wilton, dans le Wiltshire. Ils ont un enfant, Henri, mort en bas âge. 
Les Talbot Papers, conservés à la bibliothèque du palais de Lambeth, contiennent plusieurs références à Mary. Il ressort d'une lettre de 1603 que Sir Thomas Edmondes a joué un rôle déterminant dans la décision de son père de la marier avec le comte de Pembroke. 
Après la mort de son mari en 1630, la comtesse douairière séjournait parfois au château de Baynard. Elle meurt à Ramsbury Manor, dans le Wiltshire, et est inhumée en la cathédrale de Salisbury. 